# Attico (abitazione)
Con il termine "attico" si definisce una particolare tipologia di appartamento di grande metratura destinato a un pubblico facoltoso situato agli ultimi piani di prestigiosi edifici o grattacieli e solitamente circondato da terrazza.
Un attico è spesso caratterizzato da servizi esclusivi e rifiniture particolarmente lussuose, inoltre la grande superficie di un attico può anche derivare dall'unione di due o più appartamenti collocati allo stesso piano o su piani differenti ma comunicanti tra loro mediante accessi diretti, scale o ampi terrazzi e aree di svago come piscine, giardini pensili, verande o portici.
Per queste peculiarità, che la rendono simile a un'abitazione indipendente di grandi dimensioni, dagli anni duemila gli attici vengono talvolta magnificati  impropriamente con il termine commerciale villa.

## Le origini

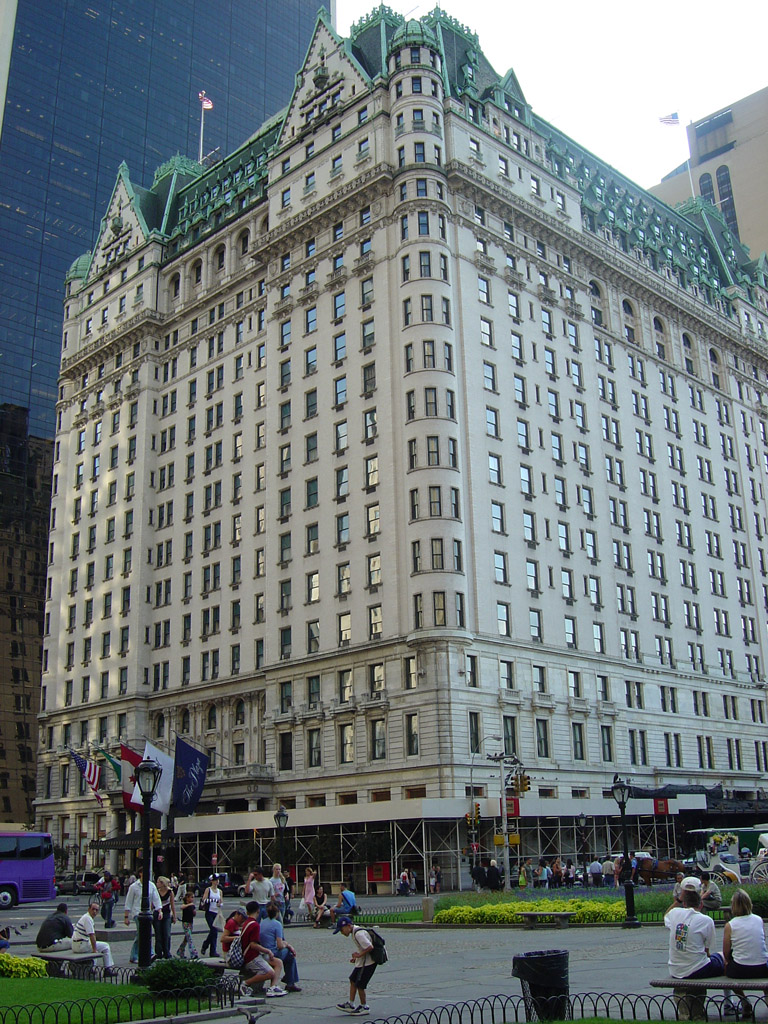
Facciata dellHotel Plaza

Il concetto di attico nacque negli Stati Uniti, dove soltanto a partire dagli ultimi anni dell'Ottocento le classi dell'alta borghesia americana iniziarono a valutare l'ipotesi di abitare in ampi appartamenti dei primi condomini di lusso, anziché nelle loro grandi dimore unifamiliari. Così facendo anche l'aristocrazia americana si conformò a quella europea e da qui nacque gradualmente la concezione architettonica di penthouse che si affermò soltanto all'inizio degli anni venti, quando la crescita economica e l'espansione del settore edilizio ebbero un notevole sviluppo, soprattutto a New York.
Uno dei primissimi esempi di appartamento penthouse fu infatti quello del noto editore Condé Montrose Nast situato a Manhattan, al 1040 di Park Avenue. Il progetto originale del 1923 prevedeva la realizzazione di un grande appartamento ottenuto dall'unione di ben tre appartamenti situati agli ultimi piani dell'immobile, connessi tra loro da una scala interna che conduceva fino al terrazzo posto sul tetto dell'edificio. Completata nel 1925, l'intera residenza era decorata in stile francese dall'arredatrice Elsie De Wolfe e comprendeva ampi saloni e ambienti padronali, al secondo piano vani di servizio, mentre una porzione dell'ultimo livello era dedicato alla zona privata destinata ai proprietari.

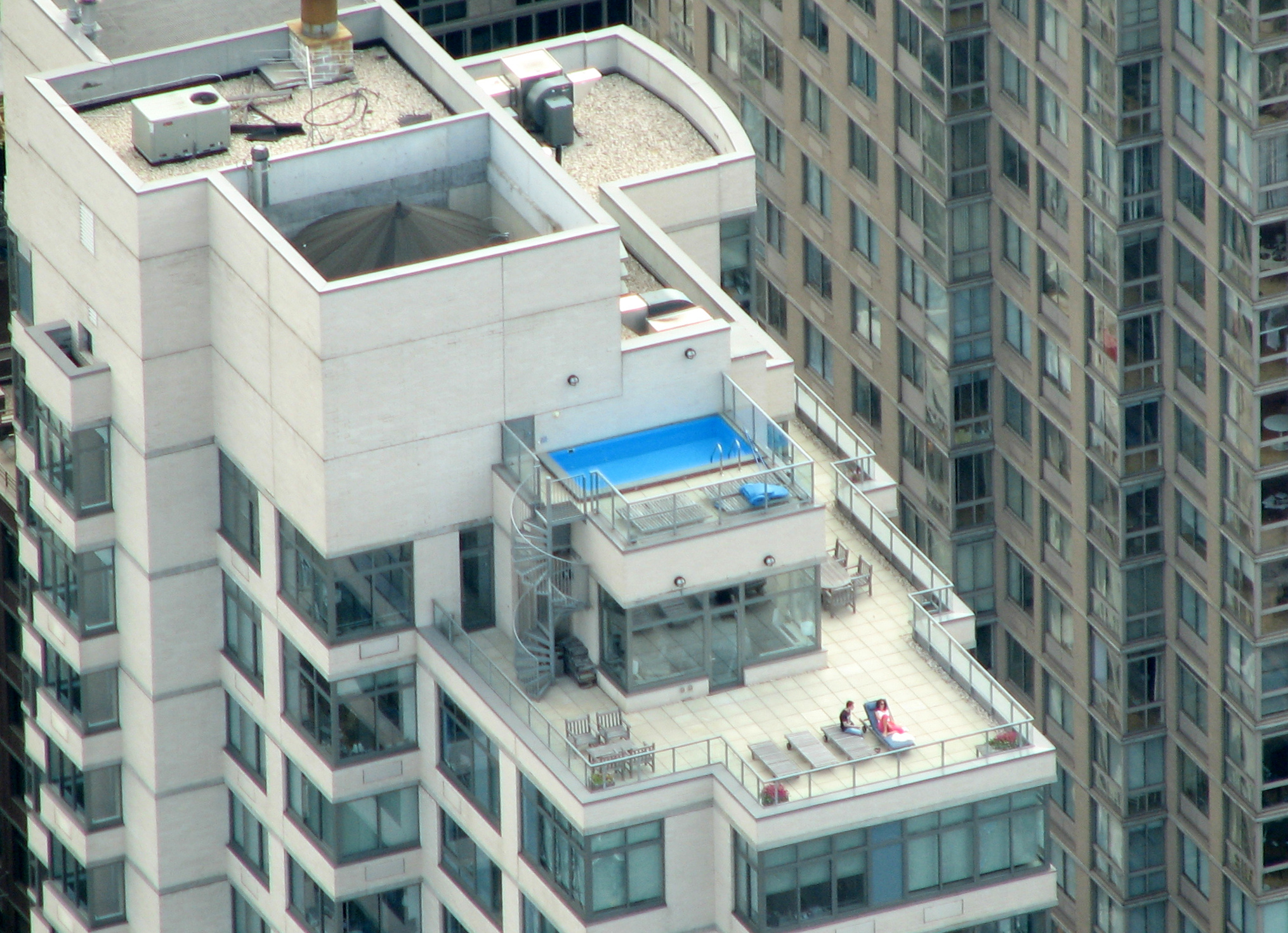
Un attico di New York

Questa nuova moda dilagò rapidamente e nello stesso Hotel Plaza vennero realizzate alcuni attici, con una grande vista sul Central Park; a queste seguì un numero crescente di altre unità immobiliari negli anni immediatamente seguenti.
In Europa i primi attici si diffusero a partire dagli anni cinquanta e Monte-Carlo fu una delle prime realtà urbane in cui questo fenomeno incontrò largamente il favore del pubblico.
Da allora il fenomeno degli attici ha avuto un crescente incremento nelle maggiori metropoli del mondo, divenendo indiscusso emblema del lusso e immancabile elemento progettuale di grattacieli e dell'edilizia residenziale di alto livello.
A conferma che il concetto di attico era ormai assimilato nell'immaginario collettivo, nel 1969 l'editore inglese Bob Guccione scelse il suddetto termine per la sua nuova rivista erotica, in virtù del suo potere evocativo dell'alto livello sociale. Questo intento era sottolineato anche dal claim stesso della rivista: Life on top.

## Caratteristiche tipiche

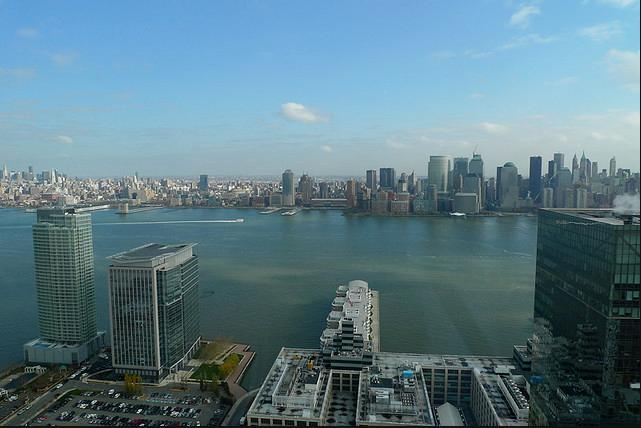
Il panorama di un attico del Trump Plaza di New York

Un attico si differenzia da un normale appartamento per le sue caratteristiche esclusive che riguardano la sua ubicazione, la notevole ampiezza di svariate centinaia di metri quadrati che talvolta può coincidere con l'ampiezza complessiva di un piano intero dell'immobile in cui è ubicata e una dotazione di finiture particolarmente ricca. La ricerca, talvolta quasi esasperata, del lusso può comprendere vari aspetti: dalle rifiniture con materiali di pregio, a sofisticati sistemi di domotica o all'inclusione di molteplici aree destinate a svaghi come piscina, jacuzzi, sauna, solarium, palestra, sala cinematografica, terrazzi o giardini pensili. Le zone che ospitano questi servizi sono solitamente comunicanti con le normali aree soggiorno costituite da ampi saloni, sale da pranzo e altre stanze dedicate a usi specifici come studio, sala musica, ufficio, sala riunioni, veranda e a un numero variabile di stanze da letto, solitamente dotate di relative stanze da bagno annesse.
Oltre ai locali prettamente di servizio, come già accade nei normali attici o in unità immobiliari di alto livello, un attico dispone sempre di aree destinate al personale domestico a cui si accede tramite un ingresso separato da quello padronale; quest'ultimo negli ultimi anni può anche essere caratterizzato dall'accesso diretto di un ascensore privato all'interno dell'abitazione.